# フェロル港
フェロル港（スペイン語: Puerto de Ferrol）は、スペイン・ガリシア州ア・コルーニャ県フェロルにある港湾。大西洋に面しており、ガリシア州ではア・コルーニャのア・コルーニャ港と共に主要な港として数えられている。

## 地理
フェロル付近はリアス・アルタスと呼ばれる出入りの激しいリアス式海岸であり、シュビア川の河口にはリア・デ・フェロルが存在する。フェロル港は、リア・デ・フェロルの内部に作られた港であり、リア・デ・フェロルの出口付近に建設された港でもある。

## 用途
フェロル港は、軍港であり、漁港でもあり、商業港でもある。また、地元のフェロルの住民などはマリンスポーツにも利用している。
1588年にはスペイン無敵艦隊がイングランドに向けて侵攻し、7月31日から8月8日にはアルマダの海戦が勃発したが、この際にスペイン無敵艦隊が出港したのはフェロル港だった。

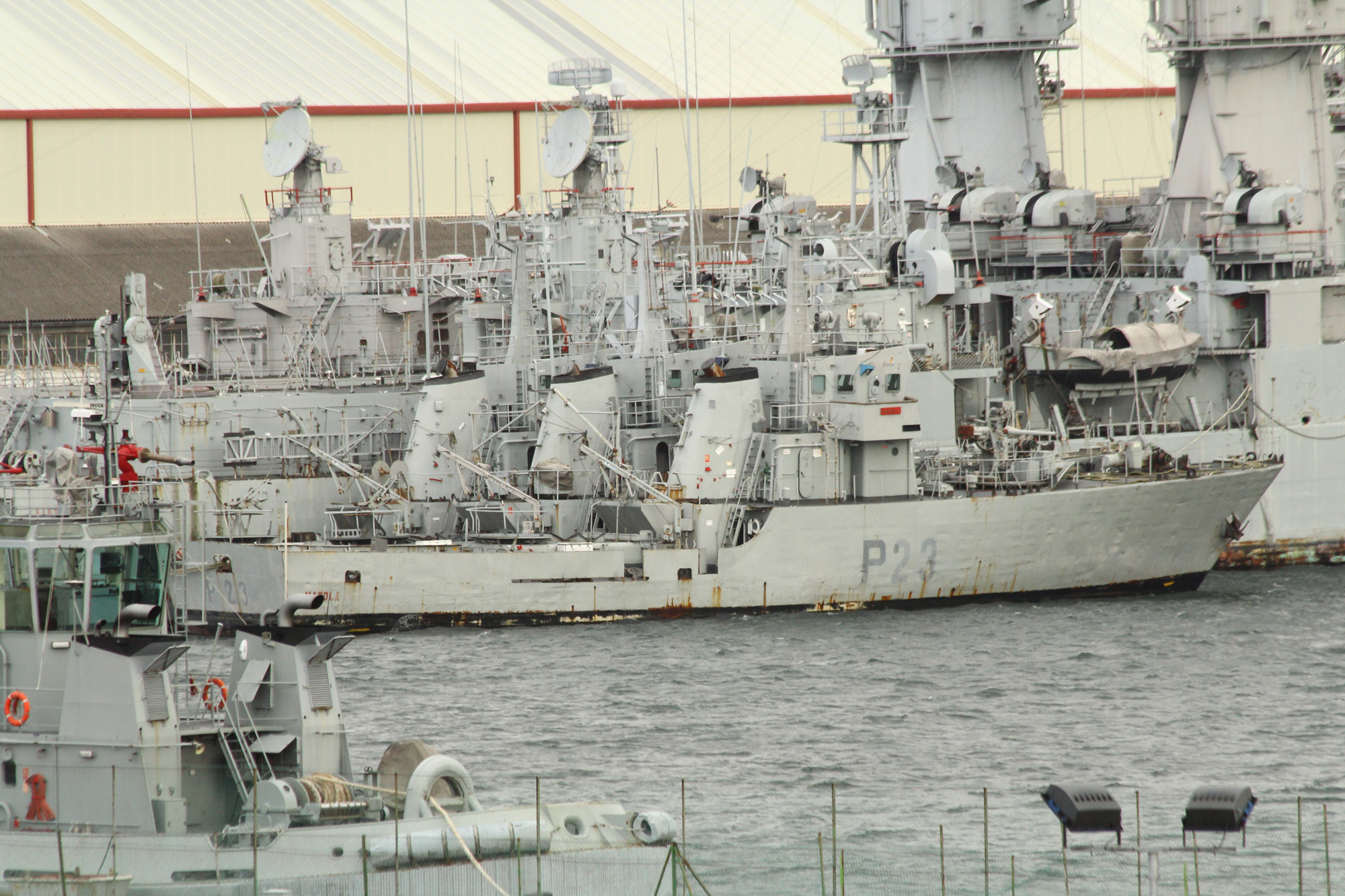
フェロル港に停泊するスペイン海軍のフリゲート
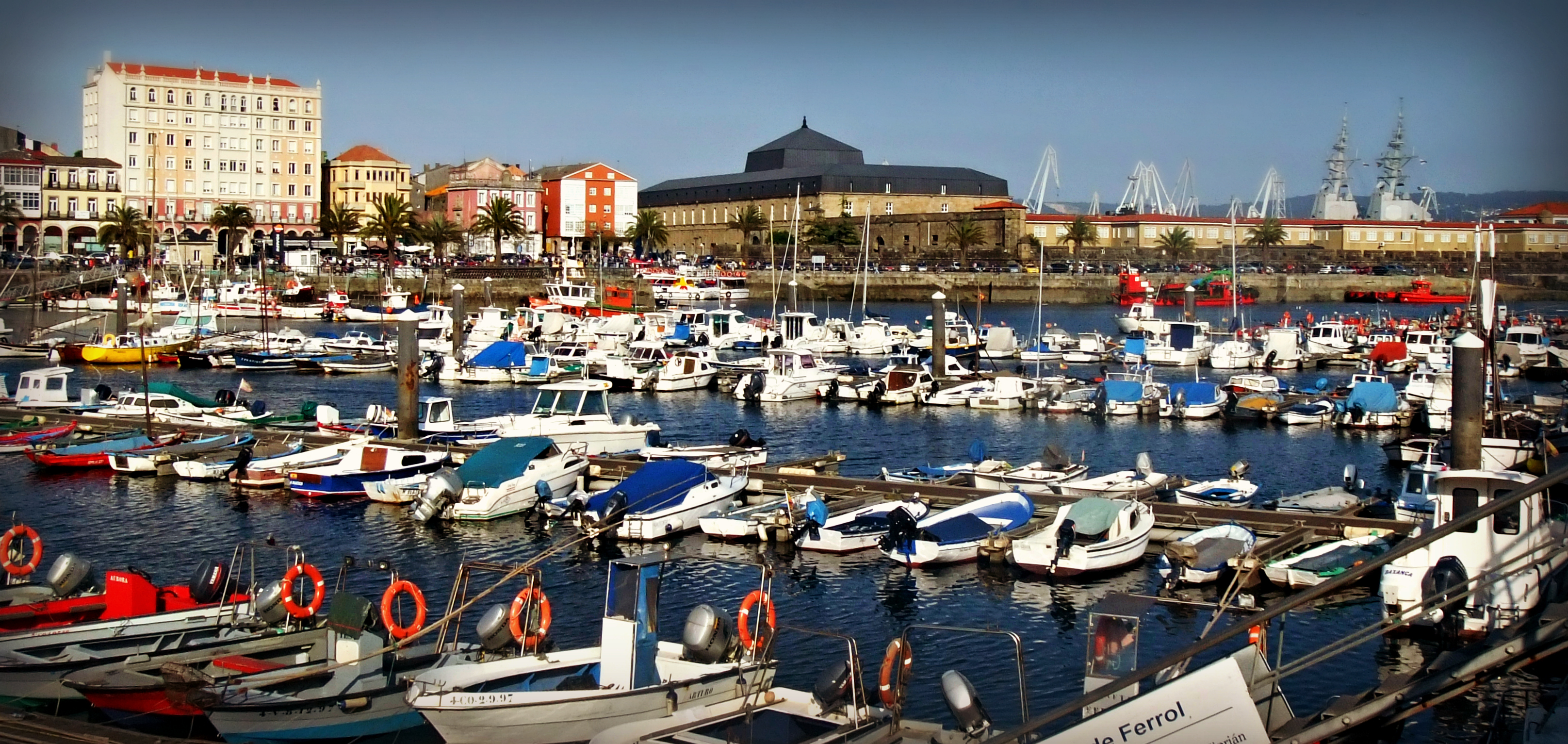
フェロル港のマリーナ
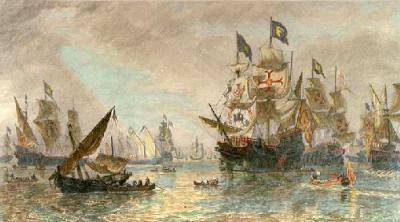
アルマダの海戦に向けてフェロル港を出港するスペイン無敵艦隊（1588年）